# ورزشکاران بی‌طرف انفرادی در المپیک تابستانی ۲۰۲۴
ورزشکاران بی‌طرف انفرادی  نامی است که پس از این که کمیته بین‌المللی المپیک (IOC) استفاده از نام و نشان دو کشور روسیه و بلاروس را به دلیل تهاجم روسیه به اوکراین در سال ۲۰۲۲ ممنوع اعلام کرد، برای نشان دادن ورزشکاران مورد تأیید این دو کشور در بازی‌های المپیک تابستانی ۲۰۲۴ استفاده شد. کد IOC کشوری AIN که برای این گروه از ورزشکاران استفاده شد، مخفف athlètes individuels neutres است.
ورزشکاران روسیه و بلاروس حتی در استفاده از پرچم المپیک و سرود المپیک منع شدند، که این برخلاف روش معمولی است که برای ورزشکاران بی‌طرف در بازی‌های المپیک قبلی به کار گرفته می‌شد. آنها در عوض از یک پرچم فیروزه‌ای رنگ استفاده کردند که نشان دایره‌ای درون آن با عبارت AIN همراه بود و از یک سرود ساده برای مراسم توزیع مدالشان استفاده شد که هر دو این‌ها رأساً توسط کمیته بین‌المللی المپیک تعیین شده بودند. پیشینهٔ ورزشکاران بی‌طرف انفرادی باید ابتدا بررسی می‌شد تا تنها پس از آن توسط فدراسیون‌های بین‌المللی هر ورزش مورد پذیرش قرار گیرند و سپس توسط یک پانل ویژه ایجاد شده توسط IOC تأیید می‌شدند. این هیئت ورزشکاران بی‌طرف انفرادی حتی اجازه نیافت در مراسم افتتاحیه المپیک در رژه ملت‌ها شرکت کند و در جدول رسمی مدال‌ها به عنوان یک تیم معرفی نشد.
در حالی که پرچم از عبارت منحصر به فرد «ورزشکار بی‌طرف فردی» استفاده می‌کند، کمیته بین‌المللی المپیک از عبارت جمع «ورزشکاران بی‌طرف» در نثر استفاده می‌کرد.
این دوره از بازی‌های المپیک از ۲۶ ژوئیه تا ۱۱ اوت ۲۰۲۴ (۵ تا ۲۱ امرداد ۱۴۰۳ خورشیدی) به میزبانی پاریس، پایتخت فرانسه برگزار شد.

## پس زمینه

نشان «پیش‌نویس» پرچم AIN که توسط IOC در ۸ دسامبر ۲۰۲۳ تعیین شد. پرچم موقت سفید رنگ با این نشان پیشنهاد شده بود.

### جدول زمانی
پس از تهاجم روسیه به اوکراین در ۲۴ فوریه ۲۰۲۲، که در فاصله‌ای کوتاه پس از بازی‌های المپیک زمستانی ۲۰۲۲ به وقوع پیوست، کمیته بین‌المللی المپیک دو کشور روسیه و بلاروس را تحریم کرد  و در ۲۸ فوریه ۲۰۲۲ توصیه کرد که سایر سازمان‌دهندگان ورزشی بین‌المللی نیز همین واکنش را انجام دهند. بر این اساس، ورزشکاران روسیه و بلاروس از بازی‌های پارالمپیک زمستانی ۲۰۲۲ محروم شدند.
در ۲۵ ژانویه ۲۰۲۳، کمیته بین‌المللی المپیک بیانیه‌ای منتشر کرد که در آن از این ایده حمایت می‌کرد که ورزشکاران روسی و بلاروسی می‌توانند به عنوان افراد بی‌طرف در مسابقات شرکت کنند، البته مشروط بر این که آن‌ها «فعالانه» از جنگ حمایت نکنند و از پرچم‌ها، سرودها و رنگ‌های ملی روسیه و بلاروس استفاده نکنند. همچنین نام‌های دو کشور غیرمجاز شدند (حتی نام‌های جایگزینی که روسیه در سال‌های ۲۰۱۸ و ۲۰۲۰ به جای نام کشورش از آن استفاده کرده بود هم ممنوع شدند).
در ۲۸ مارس ۲۰۲۳، IOC عبارت AIN را معرفی کرد و شرایط را برای ورزشکاران انفرادی محدود کرد و هر تیمی متشکل از ورزشکاران روسیه و بلاروس را از مسابقه منع کرد. برای رویدادهایی که توسط یک فدراسیون بین‌المللی (IF) به غیر از IOC برگزار می‌شد، IOC توصیه کرد که یا اصلاً از هیچ پرچمی برای این دو کشور استفاده نکنند یا اگر امکان‌پذیر نیست، پرچم خود مسابقات، پرچم IF، یا حروف "AIN" را به کار گیرند و به جای سرود ملی هم سرود رویداد یا سرود IF پخش شود. حتی فدراسیون‌هایی که زبان فرانسه را به عنوان زبان رسمی به رسمیت نمی‌شناختند، از نام AIN استفاده کردند. IOC همچنین ۵ میلیون دلار به کمیته ملی المپیک اوکراین کمک مالی کرد.
در ۲۲ سپتامبر ۲۰۲۳، آژانس جهانی ضد دوپینگ (WADA) به صورت جداگانه استفاده از پرچم و سرود روسیه را در رویدادهای ورزشی بین‌المللی برای بار دوم ممنوع کرد  زیرا قوانین روسیه و RUSADA مطابق با قوانین جهانی ضد دوپینگ نیست؛ البته این ممنوعیت با تصمیم پیشین کمیته المپیک همپوشانی داشت. WADA اعلام کرد که این ممنوعیت تا زمانی که «عدم انطباق‌های مربوط به قوانین ملی به‌طور کامل اصلاح نشود» لغو نخواهد شد.
در ۱۲ اکتبر ۲۰۲۳، IOC کمیته المپیک روسیه را تا اطلاع ثانوی به حالت تعلیق درآورد. این سومین ممنوعیت روسیه بود که با موارد پیش همپوشانی داشت و دلیل آن نقض منشور المپیک به دلیل گنجاندن شوراهای المپیک منطقه‌ای خرسون، زاپوریژیا، دونتسک و لوهانسک در کمیته المپیک روسیه اعلام شد. استانیسلاو پوزدنیاکوف، رئیس کمیته المپیک روسیه، زمانی که این شهرها را به کمیته تحت امرش الحاق می‌کرد، مدعی شد که هیچ مشکلی در مورد الحاق IOCهای منطقه‌ای سابق اوکراین به IOC روسیه نمی‌بیند. کمیته المپیک روسیه به این تعلیق آخر پاسخ داد و پرسید چرا کمیته المپیک روسیه پس از الحاق نهادهای مشابه ورزشی کریمه در سال ۲۰۱۴، تعلیق نشده بود؟ که توماس باخ، رئیس کمیته بین‌المللی المپیک در جواب گفت: «این استدلال کوچکی است که چرا قبلاً ما را تحریم نکردید؟»
در ۸ دسامبر ۲۰۲۳، IOC نسخه «پیش نویس» پرچم AIN را منتشر کرد که نشانی بی‌رنگ را در پس زمینه سفید نشان می‌داد و اعلام کرد که در تاریخ بعدی دربارهٔ سرود بی‌طرف هم تصمیم خواهند گرفت. IOC همچنین رسماً اعلام کرد که نام AIN برای بازی‌های المپیک پاریس ۲۰۲۴ اعمال می‌شود و جداول رسمی مدال‌ها AIN را حذف می‌کند.
در ۱۹ مارس ۲۰۲۴، IOC پرچم AIN را به متن و پس زمینه فیروزه‌ای رنگ به روز کرد، و یک سرود سازی را منتشر کرد که «صرفاً برای این منظور تولید شده بود». IOC همچنین اعلام کرد که به عنوان ورزشکاران مستقل، AIN به عنوان یک کاروان در طول رژهٔ ملل در مراسم افتتاحیه شرکت نخواهد کرد، اما به ورزشکاران «این فرصت داده می‌شود تا این رویداد را تجربه کنند».

### جنجال‌ها
مقامات اوکراینی از IOC انتقاد کردند که روسیه را با وجود نقض سه بار آتش‌بس المپیک تحریم نکرده است. در حالی که برخی دیگر از کشورها به‌طور متناوب از IOC انتقاد کرده‌اند که چرا قوانینی که علیه روسیه و بلاروس اعمال شده‌اند را برای سایر کشورها هیچگاه انجام نداده است.
به ویژه، این الزام که ورزشکاران نباید فعالانه از جنگ حمایت کنند، «بی تأثیر» توصیف شده است. به عنوان مثال، یلنا ایسینبایوا، عضو روس IOC، علیرغم تصویر شدن در لباس نظامی و دریافت ترفیعات نظامی، و علیرغم ابراز خشم شهروندان طرفدار روسیه از ایسین بایوا پس از ادعای ایسینبایوا، به دلیل اینکه «با ارتش روسیه مرتبط نیست و از تهاجم حمایت نمی‌کند» تبرئه شد. او در دفاع از خودش گفت «هرگز در خدمت نیروهای مسلح نبوده است». در ۲۹ دسامبر ۲۰۲۳، نامه سرگشاده‌ای که توسط ۲۶۱ ورزشکار اوکراینی امضا شد، حاوی شواهدی بود که نشان می‌داد سه نفر از شش ورزشکار روسی که در آن زمان مجوز شرکت داشتند، در واقع به‌طور فعال از جنگ حمایت کرده بودند، مانند شرکت در یک تجمع حمایتی از جنگ در مارس ۲۰۲۲، یا ایفای نقش در یک ویدیوی تبلیغاتی که صریحاً از ارتش روسیه حمایت می‌کند و طبل می‌کوبد.
پیشنهاد مصالحه لهستان، که در آن روس‌ها و بلاروس‌ها بتوانند در صورت مخالفت با کشورهایشان به رقابت‌ها راه یابند، توسط IOC عملی نشد.
در دسامبر ۲۰۲۳، استانیسلاو پوزدنیاکوف، رئیس کمیته المپیک روسیه، مستقیماً هر ورزشکار روسی را که ممکن است به عنوان یک «بی‌طرف» در المپیک ۲۰۲۴ شرکت کند، تهدید کرد و گفت: «به عنوان رئیس ROC، موضع روشنی را بیان می‌کنم: … ما در یک کشور آزاد زندگی می‌کنیم… اما… اکیداً توصیه می‌کنم که به‌طور کامل درک کنید… میزان و عواقب این تصمیم شخصی بر عهده خودتان است.»
در ژوئن ۲۰۲۴، دیمیتری چرنیشنکو، معاون نخست‌وزیر روسیه در امور گردشگری، ورزش، فرهنگ و ارتباطات، اعلام کرد که ورزشکاران روسی با شرکت در پاریس به عنوان افرادی بی‌طرف، قوانین روسیه را نقض نخواهند کرد و آنها را به شرکت تشویق کرد. با این حال، علی‌رغم تشویق چرنیشنکو، فدراسیون کشتی روسیه در ۶ ژوئیه تصمیم گرفت که بازی‌ها را تحریم کند، زیرا اکثر ورزشکاران برجسته آن از سوی کمیته بین‌المللی المپیک از المپیک محروم شده بودند. این تصمیم توسط فدراسیون جودو روسیه هم به دلایل مشابه اتخاذ و اعمال گردید.
برخی از افراد، مانند جبرئیل رجوب، رئیس کمیته المپیک فلسطین اعلام کردند که ورزشکاران اسرائیلی نیز باید به دلیل اقدامات نظامی مداوم این کشور در نوار غزه به صورت بی‌طرف به رقابت بپردازند. وی آنچه را که «استانداردهای دوگانه» می‌خواند، برجسته کرد.

### پوشش رسانه‌ای
پخش‌کننده‌های اصلی روسیه و بلاروس (مانند Belteleradio، Channel One Russia، Match TV , و VGTRK) بازی‌های المپیک و پارالمپیک را پخش یا خرید نکردند، به جز خلاصه‌هایی کوتاه و پوشش منفی به عنوان بخشی از انتقادشان از جهان غرب. این اولین بار از سال ۱۹۸۴ است که هیچ پوشش رسمی از بازی‌ها در دو کشور شوروی سابق وجود نداشت؛ در آن دوره هم شوروی رویکرد مشابهی را در طول بازی‌های لس آنجلس اعمال می‌کرد.
بسیاری از روزنامه‌ها و وب‌سایت‌های روسی، همراه با مقامات کرملین، با گلچین کردن و برجسته کردن هر نقصی که می‌توانستند شناسایی کنند، دیدگاهی منفی نسبت به بازی‌ها اتخاذ کردند: برای مثال، رسانه‌ها بر جرایم روی داده و «ناراحتی» از تدابیر امنیتی تأکید کردند، در حالی که وزارت خارجه روسیه در مراسم افتتاحیه از وضعیت آب و هوا و حضور جامعه دگرباشان جنسی شکایت کرد.
آسوشیتدپرس در ۲۷ ژوئیه ۲۰۲۴ اشاره کرد که بینندگان بلاروسی و روسی برای دریافت پوشش معقول بازی‌ها به کانال‌های ماهواره‌ای و سرویس‌های پخش جریانی کشورهای همسایه (مانند قزاقستان) وابسته هستند، و مسکو تایمز به افزایش کانال‌های رسانه‌های اجتماعی به صورت غیرقانونی اشاره کرد. بدون یک پخش کننده رسمی در روسیه، IOC سرویس پخش المپیک.com خود را در دسترس بینندگان در کشور مذکور قرار داد.

## خلاصه مدال‌ها
محدودیت‌های سختگیرانه در پاسخ به حمله روسیه به اوکراین باعث شد که ورزشکاران روس کاروان تنها یک مدال نقره کسب کند، که در مقایسه با ۲۰ طلا، ۲۸ نقره و ۲۳ برنز کمیته المپیک روسیه در بازی‌های المپیک تابستانی ۲۰۲۰ بسیار کمتر بود. بخش بلاروسی کاروان هم شاهد یک مدال نقره بود. کاهش شدید تعداد مدال‌آوران بلاروس در مجموع، با یک نقره کمتر و دو برنز کمتر در مقایسه با بازی‌های المپیک تابستانی گذشته بود.
ایوان لیتوینوویچ که در آخرین بازی‌های المپیک تابستانی نماینده بلاروس بود، تنها ورزشکاری از این هیئت بود که از عنوان المپیکی خود دفاع کرد و دومین مدال طلای خود را در ترامپولین مردان به دست آورد. او همچنین تنها ورزشکار AIN بود که موفق به کسب مدال طلا شد.
| ورزش       | طلا | نقره | برنز | مجموع |
| ---------- | --- | ---- | ---- | ----- |
| ژیمناستیک  | ۱   | ۱    | ۰    | ۲     |
| روئینگ     | ۰   | ۱    | ۰    | ۱     |
| تنیس       | ۰   | ۱    | ۰    | ۱     |
| وزنه‌برداری | ۰   | ۰    | ۱    | ۱     |
| مجموع      | ۱   | ۳    | ۱    | ۵     |

| تاریخ  | طلا | نقره | برنز | مجموع |
| ------ | --- | ---- | ---- | ----- |
| ۲ اوت  | ۱   | ۱    | ۰    | ۲     |
| ۳ اوت  | ۰   | ۱    | ۰    | ۱     |
| ۴ اوت  | ۰   | ۱    | ۰    | ۱     |
| ۱۰ اوت | ۰   | ۰    | ۱    | ۱     |

### مدال‌آوران
| مدال | نام                        | کشور   | ورزش       | رویداد                | تاریخ  |
| ---- | -------------------------- | ------ | ---------- | --------------------- | ------ |
| طلا  | ایوان لیتوینوویچ           | بلاروس | ژیمناستیک  | ترامپولین مردان       | ۲ اوت  |
| نقره | ویالتا باردزیلوسکایا       | بلاروس | ژیمناستیک  | ترامپولین زنان        | ۲ اوت  |
| نقره | یوهنی زالاتی               | بلاروس | روئینگ     | تک‌پاروی انفرادی مردان | ۳ اوت  |
| نقره | میرا آندریوا دیانا اشنایدر | روسیه  | تنیس       | دونفرهٔ زنان           | ۴ اوت  |
| برنز | یاوهنی سیخانتسو            | بلاروس | وزنه‌برداری | ۱۰۲ کیلوگرم مردان     | ۱۰ اوت |

## ورزشکاران
در زیر لیست تعداد شرکت کنندگان در بازی‌ها آمده است.
تیم AIN شامل ۳۲ شرکت کننده از کشورهای زیر بود:
1. بلاروس – ۱۷ ورزشکار
2. روسیه – ۱۵ ورزشکار

لیست زیر لیستی از تعداد شرکت کنندگانی است که به نمایندگی از ورزشکاران بی طرف انفرادی شرکت کردند:
| ورزش        | مردان  | مردان | زنان   | زنان  | مجموع |
| ورزش        | بلاروس | روسیه | بلاروس | روسیه | مجموع |
| ----------- | ------ | ----- | ------ | ----- | ----- |
| قایقرانی    | ۱      | ۲     | ۱      | ۱     | ۵     |
| دوچرخه‌سواری | ۰      | ۱     | ۱      | ۲     | ۴     |
| ژیمناستیک   | ۱      | ۰     | ۱      | ۱     | ۳     |
| روئینگ      | ۱      | ۰     | ۱      | ۰     | ۲     |
| تیراندازی   | ۰      | ۰     | ۲      | ۰     | ۲     |
| شنا         | ۱      | ۱     | ۲      | ۰     | ۴     |
| تکواندو     | ۱      | ۰     | ۰      | ۰     | ۱     |
| تنیس        | ۰      | ۳     | ۰      | ۴     | ۷     |
| وزنه برداری | ۱      | ۰     | ۱      | ۰     | ۲     |
| کشتی        | ۲      | ۰     | ۰      | ۰     | ۲     |
| مجموع       | ۸      | ۷     | ۹      | ۸     | ۳۲    |

## قایقرانی

### سرعتی
| ورزشکار                        | از     | رویداد            | Heats   | Heats | Quarterfinals | Quarterfinals | Semifinals      | Semifinals      | Final           | Final           |
| ورزشکار                        | از     | رویداد            | زمان    | رتبه  | زمان          | رتبه          | زمان            | رتبه            | زمان            | رتبه            |
| ------------------------------ | ------ | ----------------- | ------- | ----- | ------------- | ------------- | --------------- | --------------- | --------------- | --------------- |
| Zakhar Petrov                  | روسیه  | Men's C-1 1000 m  | ۳:۴۹٫۸۶ | 2 SF  | استراحت       | استراحت       | ۳:۴۵٫۹۹         | 3 FA            | ۳:۴۵٫۲۸         | ۴               |
| الکسی کوروواشکوف Zakhar Petrov | روسیه  | Men's C-2 500 m   | ۱:۳۸٫۶۵ | 1 SF  | استراحت       | استراحت       | ۱:۳۹٫۵۷         | 1 FA            | ۱:۴۱٫۲۷         | ۴               |
| Olesia Romasenko               | روسیه  | Women's C-1 200 m | ۴۹٫۸۳   | 5 QF  | ۴۷٫۹۲         | ۴             | Did not advance | Did not advance | Did not advance | Did not advance |
| Uladzislau Kravets             | بلاروس | Men's K-1 1000 m  | ۳:۳۲٫۰۷ | 2 SF  | استراحت       | استراحت       | ۳:۲۹٫۶۴         | 4 FA            | ۳:۲۸٫۱۰         | ۴               |
| Yuliya Trushkina               | بلاروس | Women's C-1 200 m | ۴۶٫۱۵   | 2 SF  | استراحت       | استراحت       | ۴۵٫۳۲           | 2 FA            | ۴۴٫۸۳           | ۵               |

Qualification Legend: FA = Qualify to final (medal); FB = Qualify to final B (non-medal)

## دوچرخه سواری

### جاده
چهار ورزشکار بی‌طرف انفرادی پس از کسب سهمیه از طریق رتبه‌بندی UCI Nation برای مسابقات جاده‌ای واجد شرایط شدند.
| ورزشکار          | از     | رویداد                   | زمان           | رتبه           |
| ---------------- | ------ | ------------------------ | -------------- | -------------- |
| Gleb Syritsa     | روسیه  | رقابت جاده انفرادی مردان | به پایان نرسید | به پایان نرسید |
| Gleb Syritsa     | روسیه  | جاده تایم تریل مردان     | ۴۰:۳۳٫۳۰       | ۳۱             |
| Tamara Dronova   | روسیه  | رقابت جاده زنان          | ۴:۰۷:۱۶        | ۴۷             |
| Tamara Dronova   | روسیه  | تایم تریل زنان           | ۴۳:۴۲٫۱۶       | ۲۱             |
| Alena Ivanchenko | روسیه  | رقابت جاده زنان          | ۴:۱۰:۴۷        | ۷۲             |
| هانا تسراخ       | بلاروس | رقابت جاده زنان          | ۴:۱۰:۱۸        | ۶۱             |
| هانا تسراخ       | بلاروس | تایم تریل زنان           | ۴۴:۵۷٫۲۰       | ۲۹             |

## ژیمناستیک

### ترامپولین
سه ورزشکار انفرادی بی‌طرف (یک مرد و دو زن) از طریق رده‌بندی سری جام جهانی وارد مسابقات ترامپولین بازی‌های المپیک تابستانی ۲۰۲۴ شدند.
| ورزشکار              | از     | رویداد | راهیابی | راهیابی | فینال  | فینال |
| ورزشکار              | از     | رویداد | نمره    | رتبه    | نمره   | رتبه  |
| -------------------- | ------ | ------ | ------- | ------- | ------ | ----- |
| ایوان لیتوینوویچ     | بلاروس | مردان  | ۶۳٫۴۲۰  | 1 Q     | ۶۳٫۰۹۰ | 1     |
| Anzhela Bladtceva    | روسیه  | زنان   | ۵۵٫۶۴۰  | 4 Q     | ۵۵٫۰۲۰ | ۵     |
| ویالتا باردزیلوسکایا | بلاروس | زنان   | ۵۶٫۳۴۰  | 2 Q     | ۵۶٫۰۶۰ | 2     |

## روئینگ
قایقرانان بی‌طرف از طریق مسابقات قهرمانی قایقرانی جهان در سال ۲۰۲۳ در بلگراد، صربستان و مسابقات قهرمانی قایقرانی اروپا در سال ۲۰۲۴ در سگد، مجارستان، مجوز دریافت کردند.
| ورزشکار            | از      | رویداد                | رکورد   | رکورد | شانس مجدد | شانس مجدد | یک‌چهارم نهایی | یک‌چهارم نهایی | نیمه نهایی | نیمه نهایی | نهایی   | نهایی |
| ورزشکار            | از      | رویداد                | زمان    | رتبه  | زمان      | رتبه      | زمان          | رتبه          | زمان       | رتبه       | زمان    | رتبه  |
| ------------------ | ------- | --------------------- | ------- | ----- | --------- | --------- | ------------- | ------------- | ---------- | ---------- | ------- | ----- |
| Yauheni Zalaty     | Belarus | Men's single sculls   | ۶:۵۱٫۴۵ | 1 QF  | استراحت   | استراحت   | ۶:۴۹٫۲۷       | 1 SF          | ۶:۳۹٫۰۱    | 2 FA       | ۶:۴۲٫۹۶ | 2     |
| Tatsiana Klimovich | Belarus | Women's single sculls | ۷:۳۴٫۳۱ | 2 QF  | استراحت   | استراحت   | ۷:۳۴٫۳۰       | 3 SF          | ۷:۲۶٫۵۶    | 5 FB       | ۷:۲۵٫۶۱ | ۸     |

## تیراندازی
تیراندازان ورزشکار این هیئت بر اساس نتایجشان در مسابقات جهانی المپیک 2024 و مسابقات قهرمانی اروپا 2024 به سهمیه دست یافتند.
| ورزشکار              | از      | رویداد                         | راهیابی | راهیابی | فینال           | فینال           |
| ورزشکار              | از      | رویداد                         | امتیاز  | رتبه    | امتیاز          | رتبه            |
| -------------------- | ------- | ------------------------------ | ------- | ------- | --------------- | --------------- |
| Aliaksandra Piatrova | Belarus | Women's 25 m pistol            | ۵۶۶     | ۳۹      | Did not advance | Did not advance |
| Darya Chuprys        | Belarus | Women's 50 m rifle 3 positions | ۵۷۹     | ۲۴      | Did not advance | Did not advance |

## شنا
شناگران انفرادی ورزشکار بیطرف استانداردهای ورود را در رویدادهای زیر برای پاریس 2024 کسب کردند (حداکثر دو شناگر در زمان مقدماتی المپیک (OST) و احتمالاً در زمان بررسی المپیک (OCT)):
| ورزشکار             | از     | رویداد                     | مقدماتی | مقدماتی | نیمه‌نهایی   | نیمه‌نهایی   | نهایی       | نهایی       |
| ورزشکار             | از     | رویداد                     | زمان    | رتبه    | زمان        | رتبه        | زمان        | رتبه        |
| ------------------- | ------ | -------------------------- | ------- | ------- | ----------- | ----------- | ----------- | ----------- |
| Evgenii Somov       | روسیه  | Men's 50 m freestyle       | ۲۳٫۴۳   | ۴۴      | پیشروی نکرد | پیشروی نکرد | پیشروی نکرد | پیشروی نکرد |
| Evgenii Somov       | روسیه  | Men's 100 m breaststroke   | ۵۹٫۸۳   | 13 Q    | ۱:۰۰٫۰۰     | ۱۳          | پیشروی نکرد | پیشروی نکرد |
| Ilya Shymanovich    | بلاروس | Men's 100 m breaststroke   | ۵۹٫۲۵   | 3 Q     | ۵۹٫۴۵       | ۱۰          | پیشروی نکرد | پیشروی نکرد |
| Anastasiya Shkurdai | بلاروس | Women's 100 m backstroke   | ۱:۰۰٫۹۴ | ۲۰      | پیشروی نکرد | پیشروی نکرد | پیشروی نکرد | پیشروی نکرد |
| Anastasiya Shkurdai | بلاروس | Women's 200 m backstroke   | ۲:۰۹٫۶۴ | ۷ Q     | ۲:۰۸٫۷۹     | 8 Q         | ۲:۱۰٫۲۳     | ۸           |
| Alina Zmushka       | بلاروس | Women's 100 m breaststroke | ۱:۰۶٫۳۷ | 11 Q    | ۱:۰۵٫۹۳     | 5 Q         | ۱:۰۶٫۵۴     | ۸           |
| Alina Zmushka       | بلاروس | Women's 200 m breaststroke | ۲:۲۸٫۱۹ | ۲۱      | پیشروی نکرد | پیشروی نکرد | پیشروی نکرد | پیشروی نکرد |

## تکواندو
ابتدا ماکسیم خرامتسوف, ولادیسلاو لارین، تاتیانا کوداشوا،  و پولینا خان  مجوز راهیابی به المپیک را یافتند ولی کمیته آنها را بی‌طرف ندانست.
Men
| ورزشکار          | از      | رویداد       | Round of 32 | Round of 16              | یکچهارم         | نیمه            | شانس مجدد       | فینال / BM      | فینال / BM      |
| ورزشکار          | از      | رویداد       | رقیب نتیجه  | رقیب نتیجه               | رقیب نتیجه      | رقیب نتیجه      | رقیب نتیجه      | رقیب نتیجه      | رتبه            |
| ---------------- | ------- | ------------ | ----------- | ------------------------ | --------------- | --------------- | --------------- | --------------- | --------------- |
| Georgiy Gurtsiev | Belarus | Men's −58 kg | استراحت     | Ravet (FRA) · L 6–7, 3–5 | Did not advance | Did not advance | Did not advance | Did not advance | Did not advance |

## تنیس
| ورزشکار                          | از     | رویداد          | Round of 64                           | Round of 32                                              | Round of 16                                          | Quarterfinal                                               | Semifinal                                               | Final / BM                                                | Final / BM      |
| ورزشکار                          | از     | رویداد          | رقیب نتیجه                            | رقیب نتیجه                                               | رقیب نتیجه                                           | رقیب نتیجه                                                 | رقیب نتیجه                                              | رقیب نتیجه                                                | رتبه            |
| -------------------------------- | ------ | --------------- | ------------------------------------- | -------------------------------------------------------- | ---------------------------------------------------- | ---------------------------------------------------------- | ------------------------------------------------------- | --------------------------------------------------------- | --------------- |
| دانیل مدودف                      | Russia | Men's singles   | Hijikata (AUS) · W 6–2, 6–1           | Ofner (AUT) · W 6–2, 6–2                                 | Auger-Aliassime (CAN) · L 3–6, 6–7(5–7)              | Did not advance                                            | Did not advance                                         | Did not advance                                           | Did not advance |
| رومن سافیولین                    | Russia | Men's singles   | Tabilo (CHI) · W 6–4, 6–4             | Etcheverry (ARG) · W 6–0, 7–6(7–1)                       | Alcaraz (ESP) · L 4–6, 2–6                           | Did not advance                                            | Did not advance                                         | Did not advance                                           | Did not advance |
| Pavel Kotov                      | Russia | Men's singles   | Wawrinka (SUI) · L 1–6, 1–6           | Did not advance                                          | Did not advance                                      | Did not advance                                            | Did not advance                                         | Did not advance                                           | Did not advance |
| دانیل مدودف رومن سافیولین        | Russia | Men's doubles   | —                                     | کوین کراویتز / · تیم پوئتز (GER) · L 4–6, 4–6            | Did not advance                                      | Did not advance                                            | Did not advance                                         | Did not advance                                           | Did not advance |
| اکاترینا الکساندرووا             | Russia | Women's singles | Yuan (CHN) · L 5–7, 7–6(7–0), 2–6     | Did not advance                                          | Did not advance                                      | Did not advance                                            | Did not advance                                         | Did not advance                                           | Did not advance |
| میرا آندریوا                     | Russia | Women's singles | مگدا لینت (POL) · L 3–6, 4–6          | Did not advance                                          | Did not advance                                      | Did not advance                                            | Did not advance                                         | Did not advance                                           | Did not advance |
| Diana Shnaider                   | Russia | Women's singles | الیزابتتا کوچیارتو (ITA) · W 6–2, 7–5 | وانگ (CHN) · L 3–6, 1–6                                  | Did not advance                                      | Did not advance                                            | Did not advance                                         | Did not advance                                           | Did not advance |
| اکاترینا الکساندرووا النا وسنینا | Russia | Women's doubles | —                                     | موچووا / · لیندا نوسکووا (CZE) · L 6–2, 6–7(5–7), [6–10] | Did not advance                                      | Did not advance                                            | Did not advance                                         | Did not advance                                           | Did not advance |
| میرا آندریوا دیانا اشنایدر       | Russia | Women's doubles | —                                     | گادیکی / · آیلا توملیانوویچ (AUS) · W 6–3, 2–6, [10–6]   | گابریلا دابروسکی / · لیلا فرناندز (CAN) · W 6–4, 6–0 | باربورا کریچیکووا / · کاترینا سینیاکووا (CZE) · W 6–1, 7–5 | کریستینا بوکچا / · سارا سوریبس تورمو (ESP) · W 6–1, 6–2 | سارا ارانی / · جازمین پائولینی (ITA) · L 6–2, 1–6, [7–10] | 2               |
| میرا آندریوا دانیل مدودف         | Russia | Mixed doubles   | —                                     | —                                                        | سارا ارانی / · آندرئا واواسوری (ITA) · L 3–6, 2–6    | Did not advance                                            | Did not advance                                         | Did not advance                                           | Did not advance |

## وزنه برداری
سه ورزشکار انفرادی بیطرف به عنوان وزنه بردار وارد مسابقات المپیک شدند. پتر آسایوناک (89- کیلوگرم مردان)، یاوهنی سیخانتسو (102 کیلوگرم مردان)، ادوارد زیازیولین (102+ کیلوگرم مردان) و سیوزانا والودزکا (71 کیلوگرم زنان).
| ورزشکار           | از      | رویداد            | یک‌ضرب | دوضرب | مجموع | رتبه |
| ----------------- | ------- | ----------------- | ----- | ----- | ----- | ---- |
| یاوهنی سیخانتسو   | Belarus | ۱۰۲ کیلوگرم مردان | ۱۸۳   | ۲۱۹   | ۴۰۲   | 3    |
| Siuzanna Valodzka | Belarus | -۷۱ کیلوگرم زنان  | ۱۱۱   | ۱۳۵   | ۲۴۶   | ۴    |

## کشتی
در 6 ژوئیه 2024، فدراسیون کشتی روسیه اعلام کرد که همه کشتی گیران دعوت شده آن به اتفاق آرا تصمیم گرفتند از شرکت در المپیک خودداری کنند، زیرا IOC مدعیان برتر مدال روسیه را در لیست سیاه قرار داده است.
آزاد
| ورزشکار                     | از      | رویداد       | Round of 32               | Round of 16     | Quarterfinal    | Semifinal       | Repechage 1                  | Repechage 2               | Final / BM      | Final / BM      |
| ورزشکار                     | از      | رویداد       | رقیب نتیجه                | رقیب نتیجه      | رقیب نتیجه      | رقیب نتیجه      | رقیب نتیجه                   | رقیب نتیجه                | رقیب نتیجه      | رتبه            |
| --------------------------- | ------- | ------------ | ------------------------- | --------------- | --------------- | --------------- | ---------------------------- | ------------------------- | --------------- | --------------- |
| Magomedkhabib Kadimagomedov | Belarus | Men's −74 kg | Zhamalov (UZB) · L 0–8VPO | Did not advance | Did not advance | Did not advance | Salkazanov (SVK) · W 6–6VPO1 | Valiev (ALB) · L 2–12VSU1 | Did not advance | Did not advance |

فرنگی
| ورزشکار          | از      | رویداد      | Round of 16                   | یکچهارم               | نیمه            | شانس مجدد       | فینال/ BM       | فینال/ BM       |
| ورزشکار          | از      | رویداد      | رقیب نتیجه                    | رقیب نتیجه            | رقیب نتیجه      | رقیب نتیجه      | رقیب نتیجه      | رتبه            |
| ---------------- | ------- | ----------- | ----------------------------- | --------------------- | --------------- | --------------- | --------------- | --------------- |
| ابوبکر خصلاخاناو | Belarus | مردان −۹۷ ک | کوبلیاشویلی (GEO) · W 9–1VSU1 | گبر (EGY) · L 1–4VPO1 | Did not advance | Did not advance | Did not advance | Did not advance |